# Голіад (Техас)
Голіад (англ. Goliad) — місто (англ. city) в США, в окрузі Голіад штату Техас. Населення — 1620 осіб (2020).

## Географія
Голіад розташований за координатами 28°40′16″ пн. ш. 97°23′33″ зх. д. / 28.67111° пн. ш. 97.39250° зх. д. (28.671131, -97.392595).  За даними Бюро перепису населення США в 2010 році місто мало площу 4,07 км², з яких 4,05 км² — суходіл та 0,01 км² — водойми.

## Демографія
Згідно з переписом 2010 року, у місті мешкало 1908 осіб у 739 домогосподарствах у складі 471 родини. Густота населення становила 469 осіб/км².  Було 858 помешкань (211/км²).
Расовий склад населення:
| - 76,5 % — білих - 7,8 % — чорних або афроамериканців - 0,7 % — корінних американців - 0,5 % — азіатів - 0,1 % — вихідців з тихоокеанських островів - 11,9 % — осіб інших рас |

До двох чи більше рас належало 2,5 %. Частка іспаномовних становила 52,5 % від усіх жителів.
За віковим діапазоном населення розподілялося таким чином: 25,9 % — особи молодші 18 років, 54,2 % — особи у віці 18—64 років, 19,9 % — особи у віці 65 років та старші. Медіана віку мешканця становила 42,1 року. На 100 осіб жіночої статі у місті припадало 88,9 чоловіків;  на 100 жінок у віці від 18 років та старших — 81,0 чоловіків також старших 18 років.
Середній дохід на одне домашнє господарство  становив 56 485 доларів США (медіана — 46 548), а середній дохід на одну сім'ю — 69 073 долари (медіана — 57 056). Медіана доходів становила 39 792 долари для чоловіків та 35 313 долари для жінок. За межею бідності перебувало 18,2 % осіб, у тому числі 22,4 % дітей у віці до 18 років та 22,2 % осіб у віці 65 років та старших.
Цивільне працевлаштоване населення становило 850 осіб. Основні галузі зайнятості: освіта, охорона здоров'я та соціальна допомога — 28,1 %, роздрібна торгівля — 13,6 %, сільське господарство, лісництво, риболовля — 10,1 %, мистецтво, розваги та відпочинок — 7,6 %.